# Edward G. Boyle
Edward G. Boyle (Cobden, 30 gennaio 1899 – Hollywood, 17 febbraio 1977) è stato uno scenografo canadese.
Nella sua carriera, tra il 1936 e il 1970, prese parte a circa cento film, tra i quali A qualcuno piace caldo (1959), Quelle due (1961), Sette giorni a maggio (1964) e Non per soldi... ma per denaro (1966). Vinse l'Oscar alla migliore scenografia nel 1961 per L'appartamento. Ottenne altre sei volte la candidatura ai Premi Oscar nella stessa categoria: nel 1942, nel 1960, nel 1962, nel 1965, nel 1967 e nel 1970.

## Filmografia parziale
- Il giardino di Allah (The Garden of Allah), regia di Richard Boleslawski (1936)
- Il figlio di Montecristo (The Son of Monte Cristo), regia di Rowland V. Lee (1940)
- La vergine sotto il tetto (The Moon Is Blue), regia di Otto Preminger (1953)
- Eighteen and Anxious, regia di Joe Parker (1957)
- A qualcuno piace caldo (Some Like It Hot), regia di Billy Wilder (1959)
- L'appartamento (The Apartment), regia di Billy Wilder (1960)
- Quelle due (The Children's Hour), regia di William Wyler (1961)
- Sette giorni a maggio (Seven Days in May), regia di John Frankenheimer (1964)
- Non per soldi... ma per denaro (The Fortune Cookie), regia di Billy Wilder (1966)
- Fiore di cactus (Cactus Flower), regia di Gene Saks (1969)